# Noël Dejonckheere
Noël Dejonckheere (ur. 23 kwietnia 1955 w Lendelede, zm. 29 grudnia 2022) – belgijski kolarz torowy i szosowy, złoty medalista torowych mistrzostw świata.

## Kariera
Największy sukces w karierze Noël Dejonckheere osiągnął w 1978 roku, kiedy zdobył złoty medal w wyścigu punktowym amatorów mistrzostw świata w Monachium. W zawodach tych bezpośrednio wyprzedził Szwajcara Waltera Baumgartnera oraz Francuza Jeana-Jacques’a Rebière’a. Był to jedyny medal wywalczony przez Dejonckheere na międzynarodowej imprezie tej rangi. Startował także w wyścigach szosowych, wygrywając między innymi hiszpański wyścig Trofeo Luis Puig w latach 1981, 1983 i 1984 oraz belgijski Ronde van Limburg w 1984 roku. Nigdy nie wystąpił na igrzyskach olimpijskich.